# Jodia niveata
Jodia niveata là một loài bướm đêm trong họ Noctuidae.